# INSIDE IDENTITY
「INSIDE IDENTITY」（インサイド・アイデンティティー）は、Black Raison d'êtreの楽曲。作詞・作曲はZAQが手掛けた。ユニットの1枚目のシングルとして2012年11月21日にLantisから発売された。

## 概要
Black Raison d'êtreは、テレビアニメ『中二病でも恋がしたい!』のヒロイン、小鳥遊六花（内田真礼）、丹生谷森夏（赤﨑千夏）、五月七日くみん（浅倉杏美）、凸守早苗（上坂すみれ）により結成されたユニット。
本曲は、テレビアニメ『中二病でも恋がしたい!』のエンディングテーマに起用された。ディスクジャケットには、小鳥遊六花、丹生谷森夏、五月七日くみん、凸守早苗が描かれている。
ZAQが中二時代に傾倒していたMONGOL800、GO!GO!7188、BRAHMANを参考に作成された疾走感溢れる爽快な「やさぐれたロック」調の曲で、歌詞には周りから見た中二病の自分とそれに対するギャップが込められている。
シングルの2曲目「OUTSIDER」は、表題曲同様自身の内面を歌っている曲だが、作中の人物に「俺」を喋らせると萌えると感じたため一人称を「僕」から「俺」に変更したという。そのため表題曲以上にキャラクターソングに寄り添った造りになっている。
同アニメのオープニングテーマシングル「Sparkling Daydream」にZAQによるセルフカバーが収録されている。

## シングル収録曲
| 全作詞・作曲・編曲: ZAQ。 |                                |       |            |      |
| #                         | タイトル                       | 作詞  | 作曲・編曲 | 時間 |
| 1.                        | 「INSIDE IDENTITY」            | ZAQ   | ZAQ        | 4:22 |
| 2.                        | 「OUTSIDER」                   | ZAQ   | ZAQ        | 4:15 |
| 3.                        | 「INSIDE IDENTITY」(off vocal) | ZAQ   | ZAQ        | 4:22 |
| 4.                        | 「OUTSIDER」(off vocal)        | ZAQ   | ZAQ        | 4:13 |
| 合計時間:                 | 合計時間:                      | 17:12 |            |      |

## チャート
| チャート                          | 最高位 |
| --------------------------------- | ------ |
| オリコン                          | 12     |
| Billboard JAPAN HOT 100           | 28     |
| Billboard JAPAN Hot Singles Sales | 11     |
| Billboard JAPAN Hot Animation     | 6      |
| サウンドスキャンジャパン          | 11     |